# Marlon James
Marlon James (Kingston, 24 de noviembre de 1970) es un escritor jamaicano. Es el autor  de cuatro novelas:  John Crow's Devil (2005), El Libro de las Mujeres Nocturnas (2009), Breve historia de siete asesinatos (2014), ganador en 2015 del Premio Booker, y Leopardo Negro, Lobo Rojo (2019). Vive en Minneapolis, EE. UU. y da clases en el Macalester College en St. Paul, Minnesota. También da conferencias en la St. Francis University sobre Escritura Creativa.

## Primeros años

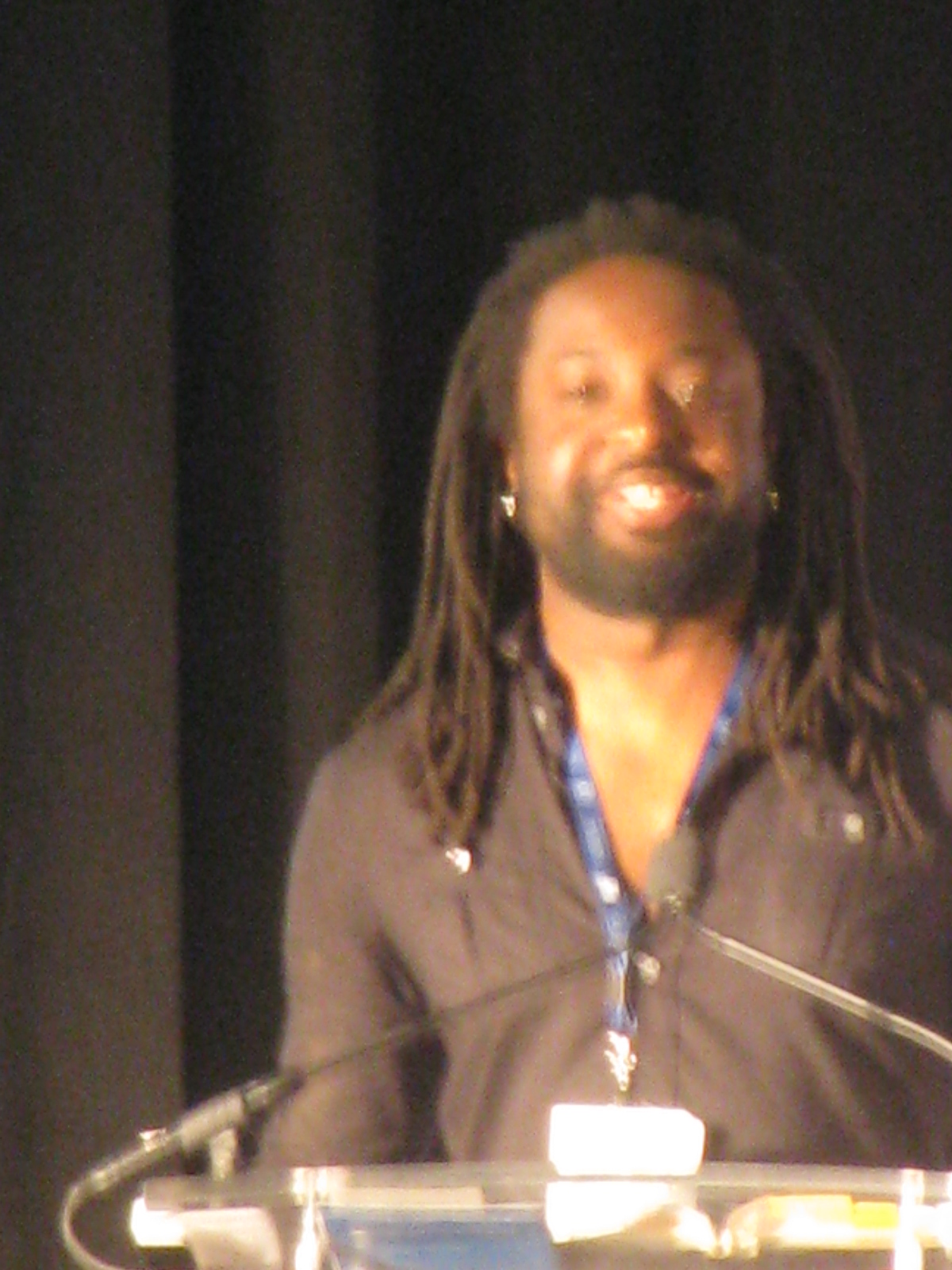
Marlon James en el Festival Nacional del Libro de 2015.

James nació en Kingston, Jamaica, sus padres trabajaban para la policía. James estudió en el prestigioso Instituto Wolmer. Se graduó en 1991 en la Universidad de las Indias Occidentales. Dejó Jamaica para huir de la homofobia y las condiciones económicas que  suponían un estancamiento de su carrera. Recibió un máster en escritura creativa de la Wilkes University (2006).

## Carrera
Su primera novela,  John Crows Devil (2005), fue rechazada 70 veces antes de ser publicada y está ambientada en un remoto pueblo jamaicano en 1957. Su segunda novela, El Libro de las Mujeres Nocturnas (2009), trata sobre una revuelta de mujeres esclavas en una plantación jamaicana del siglo XIX. Su novela Breve Historia de Siete Asesinatos explora varias décadas de historia jamaicana a través de la perspectiva de muchos narradores. Ganó en la categoría de ficción del 2015 el OCM Bocas Prize para Literatura del Caribe y el Premio Booker  de Ficción de 2015, habiendo sido el primer autor jamaicano premiado. Es el segundo ganador caribeño del premio tras V. S. Naipaul Quién ganó en 1971. Su último libro es Leopardo Negro, Lobo Rojo (2019), primero de una serie de fantasía.
James es profesor en Macalester College en St. Paul, Minnesota, desde 2007. Es también conferenciante de la facultad de la St. Francis University en Escritura Creativa.
En febrero de 2019, James dio la séptima Conferencia Tolkien Anual en la Universidad de Pembroke, Oxford.

## Novelas
- John Crow's Devil (2005)
- The Book of Night Women (2009)
- A Brief History of Seven Killings (2014)

- Leopardo negro, Lobo Rojo (Libro 1) (2019)

## Temas
Abarcan la religión y lo sobrenatural, sexualidad, violencia, y colonialismo.  A menudo, sus novelas muestran la lucha para encontrar una identidad.

### El diablo de John Crow(2005)
En su primera novela, James explora la Jamaica post colonial a través de una aquetipica batalla del Bien contra el Mal.  Sus personajes representan muchas facetas de la humanidad. Además, esta obra de gótico caribeño revela el poder de la culpa y la hipocresía en una persona y en una comunidad.  Los fantasmas del colonialismo son más sutiles, pero la inestabilidad política está muy presente.

### El Libro de las Mujeres Nocturnas(2009)
James desafía el tópico del esclavo tradicional para presentar una protagonista (Lilith) con una dualidad compleja. Lilith Odia a los amos, pero mucho de la novela trata de cómo  "aspira a obtener una posición de privilegio dentro de la plantación manteniendo relaciones sexuales con un blanco, Robert Quinn". No quedan claros los límites del amor o la dependencia. 
Las esclavas están retratadas como fuertes e inteligentes, mientras los esclavos son a menudo retratados como débiles, desconsiderados, e incluso traidores.  "Violación, tortura, asesinato y otros actos inhumanos hacen de este complejo libro una obra perturbadora y elocuente". La novela "desafía ideas hegemónicas señalando la relación antagonica entre colonizadores y colonizados."

### Breve Historia de Siete Asesinatos(2014)
Retrata una sociedad jamaicana que lucha para equilibrar su identidad. La novela tiene 12 narradores. Sheri-Marie Harrison analiza la novela y explica: "el rechazo de James de una tradición puramente nacionalista, que tanto gusta a otros autores, concreta su crítica del nacionalismo que actúa como una cortina de humo para otros problemas más graves. Las fuerzas transnacionales son las que dominan el mundo."

### Leopardo negro, Lobo Rojo (2019)
Calificado como un  Juego de Tronos africano — es el primero de una trilogía. Ha sido descrito por NPR como "una búsqueda de una nueva fantasía épica — llena de monstruos, sexo, y violencia, pero ambientada una mitológica versión del África antigua." Según Time, la novela se une a otras de Fantasía Negra como las de Tomi Adeyemi y N.K. Jemisin, cuyas obras rompen estereotipos sobre lo que debe aparecer en un libro de fantasía." El libro rompe moldes, por ejemplo, los protagonistas principales son una pareja homosexual e interracial formada por un rastreador y un espadachín.

## Influencias
Las influencias de James incluyen escritores y músicos.  En su discurso de aceptación del Booker, James citó a Bob Marley y Peter Tosh . En su ensayo "De Jamaica a Minnesota", publicado en la Revista New York Times, James describe que leer Shame, la novela de Salman Rushdie le hizo darse cuenta de que podía escribir sobre el presente con su propio estilo.
James ha dicho que estuvo releyendo la novela de Ben Okri Famished Road mientras escribía Leopardo Negro, Lobo Rojo: "Okri es una influencia para mi. He leído Famished Road cuatro veces".

## Tono y estilo
El trabajo de James tiene un estilo único, a menudo perturbador y brutal, comparado al de Quentin Tarantino. James no escatima sus descripciones  de actos sexuales y violentos, lo cual contribuye a la naturaleza cruda de su escritura.  "James no quiere entretener a sus lectores quiere horrorizarlos…"  A menudo utiliza el jamaicano Patois en sus diálogos.  La escritura de James ha sido comparada a Toni Morrison, William Faulkner, y Gabriel García Márquez.

## Recepción
Recepción de las novelas de James ha sido polémica—los mismos elementos son apreciados por unos y odiados por otros.  Un crítico ha escrito: "El exceso domina Una Historia Breve de Siete Asesinatos."  Otros denominan su estilo como "orgiástico" y "masturbatorio". Sobre El Libro de las Mujeres Nocturnas, otro crítico explica: " el libro de James es perturbador y elocuente."

## Premios y reconocimientos
- 2009 – National Book Critics Circle Award finalist for The Book of Night Women
- 2010 – Dayton Literary Peace Prize (Fiction) for The Book of Night Women
- 2010 – Minnesota Book Award (Novel & Short Story) for The Book of Night Women
- 2013 – Silver Musgrave Medal from the Institute of Jamaica[18]
- 2014 – National Book Critics Circle Award finalist for A Brief History of Seven Killings[19]
- 2015 – Anisfield-Wolf Book Award for Fiction for A Brief History of Seven Killings
- 2015 – OCM Bocas Prize for Caribbean Literature (Fiction category winner), for A Brief History of Seven Killings
- 2015 – Man Booker Prize for Fiction for A Brief History of Seven Killings
- 2015 – Green Carnation Prize for A Brief History of Seven Killings
- 2019 – National Book Award for Fiction finalist for Black Leopard, Red Wolf[20]